# Dredg
dredg (a grafia do nome oficial da banda é com "d" minúsculo) é uma banda estadunidense de rock alternativo. Seu som é bastante experimental e difícil de ser definido indo desde a simples balada romântica até peculiares músicas instrumentais, com fortes tendências de rock progressivo. A banda é composta pelo vocalista Gavin Hayes, o guitarrista Mark Engles, o baixista Drew Roulette e o baterista e pianista Dino Campanella.
A banda se estabeleceu na cena indie com seu lançamento em 1998 do álbum conceitual Leitmotif, fazendo um acordo com a Interscope Records. Dredg lançou El Cielo em 2002, Catch Without Arms em 2005, The Pariah, the Parrot, the Delusion em 2009, e Risadas e Mr. Squeezy em 2001.

## Componentes
- Gavin Hayes - Vocais, Guitarra (Slide Guitar)
- Drew Roulette - Baixo (também é o ilustrador dos encartes)
- Mark Engles - Guitarra
- Dino Campanella - Bateria, Piano.

## Discografia
- Conscious, 1996
- Orph, 1997
- Leitmotif, 1999 (relançado em 2001)
- Industry Demos, 2001
- El Cielo, 2002
- Crickets DVD, 2004
- Catch Without Arms, 2005
- Live at the Filmore, 2006
- The Pariah, the Parrot, the Delusion, 2009
- Chuckles And Mr. Squeezy'', 2011

## Principais músicas
- Leitmotif: Yahataze, Lechium
- El Cielo: Same Ol' Road, Sanzen, Of the Room
- Catch Without Arms: Bug eyes, Ode to the Sun, Jamais Vu